# Commodore Records

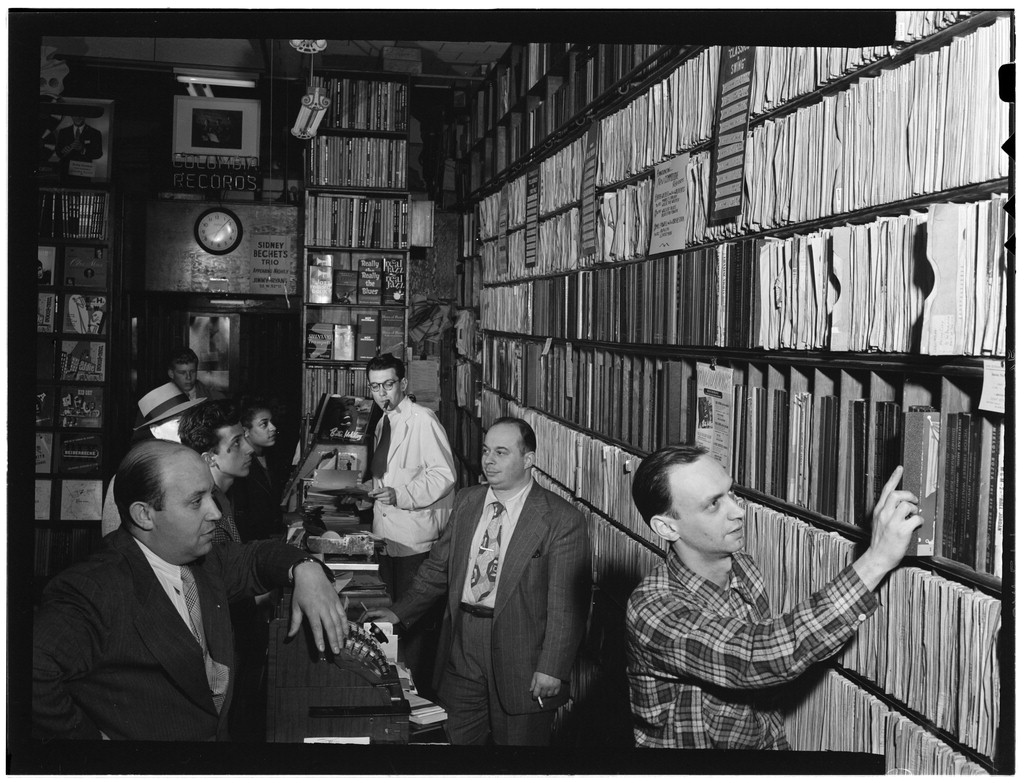
Milt Gabler (links), Herbie Hill, Lou Blum, Jack Crystal. Commodore Record Shop, August 1947.
Fotografie von William P. Gottlieb.

Commodore Records war ein US-amerikanisches Jazz-Label, vor allem im Bereich des Dixieland und Swing. Es ist das älteste Independent Jazzlabel in den Vereinigten Staaten und entstand wenige Monate nach dem französischen Label Swing.

## Geschichte des Labels
Commodore Records wurde im Januar 1938 von Milt Gabler gegründet, der den Commodore Music Shop in Manhattan (East 42. Street) besaß, ein Treffpunkt aller Jazzfans aus New York und Umgebung. Schwerpunkt seiner Aktivitäten war der Dixieland Jazz, aber auch andere Stilrichtungen wie Rhythm and Blues erschienen auf dem Label. Außerdem gab er Neuveröffentlichungen von Jazzplatten heraus, indem er die Pressungen von Platten, die nicht mehr lieferbar waren, aufkaufte.
Erster Künstler des neuen Labels war Eddie Condon. Im Jahre 1938 wurde er als Bandleader einer der Hauptkünstler beim neu gegründeten Label Commodore Records: Am 17. Januar 1938 spielte er dort mit Love Is Just Around the Corner / Ja-Da (Commodore #500) die allererste Platte der New Yorker Plattenfirma ein. Am selben Tag entstand mit dem legendären Bud Freeman Trio I Got Rhythm / Beat To The Socks, das aber mit Katalog #502 später veröffentlicht wurde als Freemans There’s A Crowd / You Took Advantage of Me (#501). Jelly Roll Morton spielte hier mit #587 am 16. Dezember 1939 Mamie’s Blues / Original Rags ein. Weitere Musiker des Labels waren Fats Waller, Muggsy Spanier, Edmond Hall, Lester Young, Bobby Hackett, Wild Bill Davison, Lester Young, Earl Hines, Coleman Hawkins, Art Tatum, Willie The Lion Smith, Hot Lips Page und Pee Wee Russell.
"Commodore" war eines der ersten Plattenlabels, die das vollständige Personal ihrer Plattenaufnahmen auflisteten. Billie Holiday nahm Ende der 1930er Jahre – nach Ende ihres Vertrags mit dem "Brunswick"-Label (später Columbia Records) – einige Platten für Commodore auf, darunter am 20. April 1939 ihr berühmter Titel "Strange Fruit", der mit der Rückseite Fine and Mellow zuerst auf diesem Label erschien. Strange Fruit erreichte einen Rang 16 der Pop-Hitparade.
Nach dem Zweiten Weltkrieg arbeitete Gabler für das große Plattenlabel Decca Records. Für sein eigenes Label hatte er immer weniger Zeit. Letzte Aufnahmen wurden Anfang der 1950er Jahre mit Frank Foster und Frank Wess gemacht, allerdings wurde das Label durch den Schwiegersohn von Gabler, Jack Crystal, weitergeführt, der auch den Plattenladen führte. Die letzten Platten erschienen 1957 bei Commodore.

## Wiederveröffentlichungen
Der "Commodore"-Label-Katalog wurde später von Decca auf Vinyl wiederveröffentlicht. Ab 1995 erschien der gesamte Katalog auf "Mosaic Records", ab 1997 auf CD bei MCA/Universal Music; er umfasst 66 LPs, darunter seltene Aufnahmen von Teddy Wilson, die er seinerzeit für eine Klavierstunde eingespielt hatte.

## Die bekanntesten Commodore-Sessions

Bud Freeman Trio - I Got Rhythm

Billie Holiday - Strange Fruit

- Eddie Condon: 1938 - Windy City Seven and Jam Sessions at Commodore
- Commodore Classics in Swing - Lester Young with the Kansas City Six 1938-1944
- Wild Bill Davison: 1943 - There's a Plenty
- Bud Freeman: 1938 - There's No Crowd - The Bud Freedman Trio with Jess Stacy and George Wettling
- Coleman Hawkins: 1940 und 1943 - The Chocolade Dandies and Leonard Feathers Allstars
- Billie Holiday: 1939 und 1944 - Fine and Mellow (The Complete Commodore Recordings)
- Kansas City Five und Six: 1938 (mit Lester Young, Buck Clayton, Eddie Durham, Freddie Green, Walter Page, Jo Jones)
- Jelly Roll Morton: 1939 - New Orleans Memories Plus Two
- Mel Powell / Joe Bushkin: 1942-1946 - The World is Waiting...
- Jack Teagarden / Max Kaminsky: 1944 - Big T and Mighty Max
- Ben Webster / Don Byas: 1944 und 1946 - Two Kings of the Tenor Sax

## Sammlungen
- The Complete Commodore Jazz Recordings - Volume 1 - (Mosaic Records - 1988) - 23 LPs (rec. von 1923 bis 1943) mit Cow Cow Davenport: (piano solo) - Fletcher Henderson & his Connie's Inn Orchestra: (Russel Smith tp, Bobby Stark, Rex Stewart, Benny Morton, Claude Jones, Russell Procope, Edgar Sampson, Coleman Hawkins, Clarence Holiday, John Kirby, Walter Johnson) - Quintette of the Hot Club of France: (Django Reinhardt, Stephane Grappelli, Joseph Reinhardt, Pierre Ferrer g, Louis Vola) - Eddie Condon & his Windy City Seven: (Bobby Hackett, Pee Wee Russell, Bud Freeman, George Brunies, Jess Stacy, Artie Shapiro, George Wettling) - Bud Freeman Trio: (Freeman, Stacy, Wettling) - All Star Jam Band: (Hackett, Joe Marsala, Pete Brown, Joe Bushkin, Ray Biondi g, Shapiro, Wettling, Leo Watson) - The Kansas City Five: (Buck Clayton, Eddie Durham, Freddie Green, Walter Page, Jo Jones) - Bud Freeman Trio: (Freeman, Stacy, Wettling) - Teddy Wilson: (Piano solo) - Jess Stacy: (piano solo) - Eddie Condon & his Windy City Seven: (Hackett, Russell, Freeman, Jack Teagarden, Stacy, Shapiro, Wettling) - Bud Freeman and his Gang: (Hackett, Russell, Dave Matthews, Stacy, Shapiro, Dave Tough, Marty Marsala dm) - The Kansas City Six with Lester Young: (Clayton, Young, Durham, Green, Page, Jones) - Chu Berry & his Little Jazz Ensemble: (Roy Eldridge, Danny Barker, Clyde Hart, Shapiro, Big Sid Catlett) - Minerva Pious & Bud Freeman: (Everett Sloane, Bushkin) - Eddie Condon & His Band: (Hackett, Russell, Freeman, Vernon Brown, Bushkin, Shapiro, Lionel Hampton dm) - Bud Freeman Trio: (Stacy, Wettling) - Smith - Bushkin - Stacy: (Willie The Lion Smith celeste, Bushkin, Stacy, Wettling) - Willie The Lion Smith: (piano solo) - Jess Stacy: (piano solo) - Billie Holiday: (Frankie Newton, Tab Smith, Stan Payne ts, Kenneth Hollow ts, Sonny White, John Williams, Eddie Dougherty) - Stuff Smith & his Orchestra: (Jonah Jones, George Clarke, Bernard Addison, Sam Allen celeste, John Brown, Herbert Cowans dm - Jess Stacy: (piano solo) - Jess Stacy All Stars: (Billy Butterfield, Irving Fazola, Eddie Miller, Les Jenkins tb, Sid Weiss, Don Carter dm) - Jelly Roll Morton: (piano solo) - Jelly Roll Morton's Hot Seven: (Henry Red Allen, Albert Nicholas, Eddie Williams as, Joe Britton tb, Wellman Braud, Zutty Singleton) - Jelly Roll Morton's Hot Six: (ohne tb) - Jelly Roll Morton's Hot Seven: - (Claude Jones tb statt Britton) - Jack Teagarden: (Bigband mit Nat Jaffee p, Arnold Fishkind b) - Art Hodes: (piano solo) - Joe Marsala & his Delta Four: (Bill Coleman, Pete Brown, Leonard Feather, Carmen Mastren, Gene Traxler b) - Eddie Condon and his Band: (Max Kaminsky, Muggsy Spanier, Russell, Joe Marsala, Freeman, Brad Gowans, Miff Mole, Stacy, Shapiro, Wettling) - Joe Bushkin: (piano solo) - Coleman Hawkins: (Eldridge, Benny Carter, Addison, Kirby, Catlett) - Lee Wiley: (Spanier, Stacy) - Eddie Condon & his Band: (Marty Marsala, Russell, George Brunies, Fats Waller, Shapiro, Wettling) - Pee Wee Russell's Three Deuces: (Joe Sullivan, Singleton) - Joe Sullivan: (piano solo) - Joe Bushkin: (piano solo) - Chu Berry and his Jazz Ensemble: (Hot Lips Page, Clyde Hart, Al Casey, Al Morgan b, Harry Yaeger dm) - Eddie Condon and his Band: (Kaminsky, Russell, Gowans, Sullivan, Morgan, Wettling) - Bunk Johnson: (George Lewis, Albert Warner tb, Walter Decou p, Lawrence Marrero, Chester Zardis, Edgar Mosley dm) - Mel Powell and his Orchestra: Butterfield, Benny Goodman, George Berg ts, Lou McGarity, Morgan, Kansas Fields) - Wild Bill Davison & his Commodores: Russell, Brunies, Gene Schroeder p, Condon, Bob Casey b, Wettling) - George Brunies & his Jazz Band: (Davison, Russell, Schroeder, Condon, Bob Casey, Wettling) - Wild Bill Davison & his Commodores: (Edmond Hall, Brunies, Schroeder, Condon, Bob Casey, Wettling) - Eddie Condon and his Band: (Kaminsky, Benny Morton, Russell, Bushkin, Condon, Bob Casey, Catlett) - Coleman Hawkins: (Cootie Williams, Edmond Hall, Art Tatum, Al Casey, Oscar Pettiford, Catlett) - Eddie Condon and his Band: (Kaminsky, Russell, McGarity, Schroeder, Bob Casey, Wettling) - Edmond Hall Sextett: (Emmett Berry, Vic Dickenson, Eddie Heywood, Al Casey, Billy Taylor b, Catlett) - Mel Powell: (piano solo)
- The Complete Commodore Jazz Recordings - Volume 2 - (Mosaic Records - 1989) - 23 LPs (rec. 1944 bis 1945) mit DeParis Brothers Orchestra: (Sidney De Paris, Wilbur De Paris, Edmond Hall, Clyde Hart, Billy Taylor, Specs Powell) - Albert Ammons: (piano solo) - Albert Ammons' Rhythm Kings: (Hot Lips Page, Don Byas, Vic Dickenson, Israel Crosby, Big Sid Catlett) - Eddie Heywood and his Orchestra: (Doc Cheatham, Lem Davis, Vic Dickenson, Al Lucas, Jack Parker dm) - Hot Lips Page and His Orchestra: (Lucky Thompson, Lem Johnson, Ace Harris, John Simmons, Big Sid Catlett) - Eddie Heywood and his Orchestra: (siehe oben) - Big Sid Catlett Quartett: (Ben Webster, Marlowe Morris p, John Simmons) - Billie Holiday: (Doc Cheatham, Lem Davis, Vic Dickenson, Eddie Heywood, Teddy Walters g, John Simmons, Big Sid Catlett) - The Kansas City Six with Lester Young: (Bill Coleman, Dicky Wells, Joe Bushkin, John Simmons, Jo Jones) - Billie Holiday: (siehe oben - ohne Walters g) - Billie Holiday: (Freddie Webster tp, Vic Dickenson, Lem Davis, Eddie Heywood, Teddy Walters, John Simmons, Big Sid Catlett) - George Zack: mit George Wettling) - Muggsy Spanier and his Ragtimers: (Pee Wee Russell, Miff Mole, Eddie Condon, Dick Cary, Bob Casey, Joe Grauso dm) - Muggsy Spanier and his Ragtimers: Russell, Ernie Caceres, Cary, Condon, Sid Weiss b, Grauso) - Miff Mole and his Nicksieland Band: Bobby Hackett, Russell, Caceres, Gene Schroeder, Condon, Bob Casey, Grauso) - Joe Bushkin: mit Sid Weiss, Cozy Cole) - Joe Bushkin Sextett: (Ernie Figueroa tp, Bill Harris, Zoot Sims, Sid Weiss, Specs Powell) - George Zack: mit George Wettling - Max Kaminsky and his Jazzband: (Rod Cless, Frank Orchard tb, James P. Johnson, Condon, Bob Casey, Wettling) - Edmond Hall Quartett with Teddy Wilson: (Billy Taylor b, Arthur Trappier dm) - George Zack: mit George Wettling - Edmond Hall Quartett with Teddy Wilson: (siehe oben) - George Wettling and his Rhythm Kings: (Billy Butterfield, Wilbur De Paris, Edmond Hall, Dave Bowman p, Bob Haggart) - Bobby Hackett and his Orchestra: (Russell, Lou McGarity, Caceres, Jess Stacy, Condon, Bob Casey, Wettling) - Muggsy Spanier and his Ragtimers: Mole, Russell, Boomie Richmond ts, Schroeder, Condon, Haggart, Wetlling) - Hot Lips Page and his Orchestra: (Earl Bostic, B.G.Hammond as, Don Byas, Clyde Hart, Al Lucas, Jack Parker) - Pee Wee Russell's Hot Four: Stacy, Sid Weiss, Wettling) - George Zack: (mit Wettling) - Red McKenzie: (Butterfield, Caceres, McGarity, Red Norvo, Stacy, Carl Kress, Bob Casey, Wettling) - Jess Stacy (mit Specs Powell - Muggsy Spanier and his Ragtimers: (Russell, Garity, Schroeder, Condon, Haggart, Grauso) - Jack Teagarden and his Swingin' Gates: (Kaminsky, Caceres, Norma Teagarden, Pops Foster, Wettling, Wingy Manone voc) - Wild Bill Davison and his Commodores: Russell, McGarity, Cary, Condon, Bob Casey, Danny Alvin dm) - Wild Bill Davison and his Commodores: Vernon Brown, Edmond Hall, Schroeder, Condon, Bob Casey, Alvin) - George Zack: (mit Alvin)
- The Complete Commodore Jazz Recordings - Volume 3 - (Mosaic Records - 1990) - 20 LPs (rec. von 1938 bis 1957) mit Bud Freeman and his Gang: (Bobby Hackett, Pee Wee Russell, Dave Matthews, Jess Stacy, Eddie Condon, Artie Shapiro, Dave Tough, Marty Marsala) - Chu Berry and his Jazz Ensemble: (Hot Lips Page, Clyde Hart, Al Casey, Al Morgan, Harry Yaeger dm) - Bunk Johnson: (George Lewis, Albert Warner tb, Walter Decou p, Lawrence Marrero, Chester Zardis, Edgar Mosely dm) - Billie Holiday (Doc Cheatham, Lem Davis, Vic Dickenson, Eddie Heywood, Teddy Walters g, John Simmons, Big Sid Catlett - Red Norvo and his Orchestra: Shorty Rogers, Eddie Bert, Aaron Sachs, Flip Phillips, Teddy Wilson, Remo Palmieri, Slam Stewart, Specs Powell) - Bill Coleman: (Billy Taylor p, Matty Chapin b, Specs Powell) - Gene Krupa Trio: (Charlie Ventura, George Walthers p) -  Stuff Smith Trio: (Billy Taylor, Ted Sturgis b) - Teddy Wilson: (Flip Phillips, Remo Palmieri, Slam Stewart, Specs Powell) - Don Byas and Slam Stewart: (Teddy Wilson) - George Zack: (George Wettling) - Jonah Jones: (Tyree Glenn, Buster Bailey, Hilton Jefferson, Ike Quebec, Dave Riviera p, Danny Barker, Milt Hinton, J. C. Heard) - Wild Bill Davison: (with unknown musicians) - Wild Bill Davison and his Commodores: (Joe Marsala, George Lugg tb, Bill Miles bs, Joe Sullivan, Eddie Condon, Jack Lesberg, George Wettling) - Eddie Edwards and his Original Dixieland Jazz Band: Wild Bill Davison, Brad Gowans, Gene Schroeder, Bob Casey, Tony Sbarbaro) - Wild Bill Davison and his Commodores: (Albert Nicholas, George Brunies, Eddie Condon, Gene Schoeder, Jack Lesberg, Dave Tough) - George Brunies and his Jazz Band: Wild Bill Davison, Tony Parenti, Gene Schroeder, Eddie Condon, Jack Lesberg, Danny Alvin) - Eddie Edwards and his Original Dixieland Jazz Band with Tony Sbarbaro: (Max Kaminsky, Wild Bill Davison, Gowans, Teddy Roy p, Eddie Condon, Jack Lesberg, Tony Sbarbaro) - George Brunies and his Jazz Band: Max Kaminsky, Johnny Mince, Joe Bushkin, Eddie Condon, Jack Lesberg, Johnny Blowers dm) - Mel Powell and his Orchestra: (Bernie Privin, Neal Hefti, James Blake, John Carisi, Lou McGarity, Cutty Cutshall, Warren Easton French-horn, Mitch Miller oboe, William Shine as, Mascagni Ruffo as, Clifton Strickland ts, Danny Lapedus ts, Danny Bank, Mike Bryan, Bernard Spieler b, Big Sid Catlett) - Mel Powell: (David Schwartz viola, Kenneth Pasmanick bassoon) - Bob Wilber and his Wild Cats: (Johnny Glasel co, Dick Wellstood, Charles Traeger b, Dennis Strong dm) - Ralph Sutton: (solo piano) - Ralph Sutton: (Arthur Trappier dm) - Sidney Bechet and his New Orleans Feetwarmer: Wild Bill Davison, Wilbur De Paris, Ralph Sutton, Jack Lesberg, George Wettling) - Johnny Wiggs and his New Orleans Jazz Band: Wiggs co, Harry Shiels cl, Tom Brown tb, Doc Souchon g, Stanley Mendelson p, Sherwood Mangiapane b, Buck Rogers dm) - Willie The Lion Smith: (piano solo) - Ralph Sutton: (George Wettling) - Ralph Sutton Quartett with Edmond Hall: (Walter Page, Cliff Leeman dm) - Frank Wess Quintett: (Henry Coker tb, Jimmy Jones, Oscar Pettiford, Osie Johnson) - Ralph Sutton Quartett with Edmond Hall: (wie oben) - Frank Wess Sextett: (Joe Wilder, Henry Coker, Jimmy Jones, Oscar Pettiford, Osie Johnson) - Ralph Sutton Quartett with Vic Dickenson: (John Giuffrida b, Buzzy Drootin dm) - Peck Kelley: (Dick Shannon cl, Kelley p, Felix Stagno e-g, Dusty Hymes acc-g, Glen Boyd b, Richard Spanky Jones dm)